# Eudarcia leopoldella
Eudarcia leopoldella is een vlinder uit de familie van de Meessiidae. Deze soort is voor het eerst wetenschappelijk beschreven als Tinea leopoldella door Oronzio Gabriele Costa in een publicatie uit 1832.
De soort komt voor in Frankrijk, Spanje en Italië.